# Malang Indonesia International
Die Malang Indonesia International sind offene indonesische internationale Meisterschaften im Badminton. Die Titelkämpfe wurden erstmals im Oktober 2022 in Malang als MANSION SPORT Malang Indonesia International Challenge 2022 ausgetragen. Weitere, oft ebenfalls als Indonesia International bezeichnete Veranstaltungen, sind die Jakarta International, Surabaya International, USM International, die Indonesia International Series und der Walikota Surabaya Cup, welche teilweise auch den Status einer BWF International Series hatten. Durch die COVID-19-Pandemie in Indonesien wurden einige dieser Turnierserien nicht mehr weitergeführt und wurden durch neue Serien wie die Malang Indonesia International ersetzt.

## Die Sieger
| Jahr | Herreneinzel  | Dameneinzel | Herrendoppel                          | Damendoppel                        | Mixed                                       |
| ---- | ------------- | ----------- | ------------------------------------- | ---------------------------------- | ------------------------------------------- |
| 2022 | Weng Hongyang | Gao Fangjie | Rahmat Hidayat Pramudya Kusumawardana | Lanny Tria Mayasari Ribka Sugiarto | Dejan Ferdinansyah Gloria Emanuelle Widjaja |